# Infern - Cant Catorzè

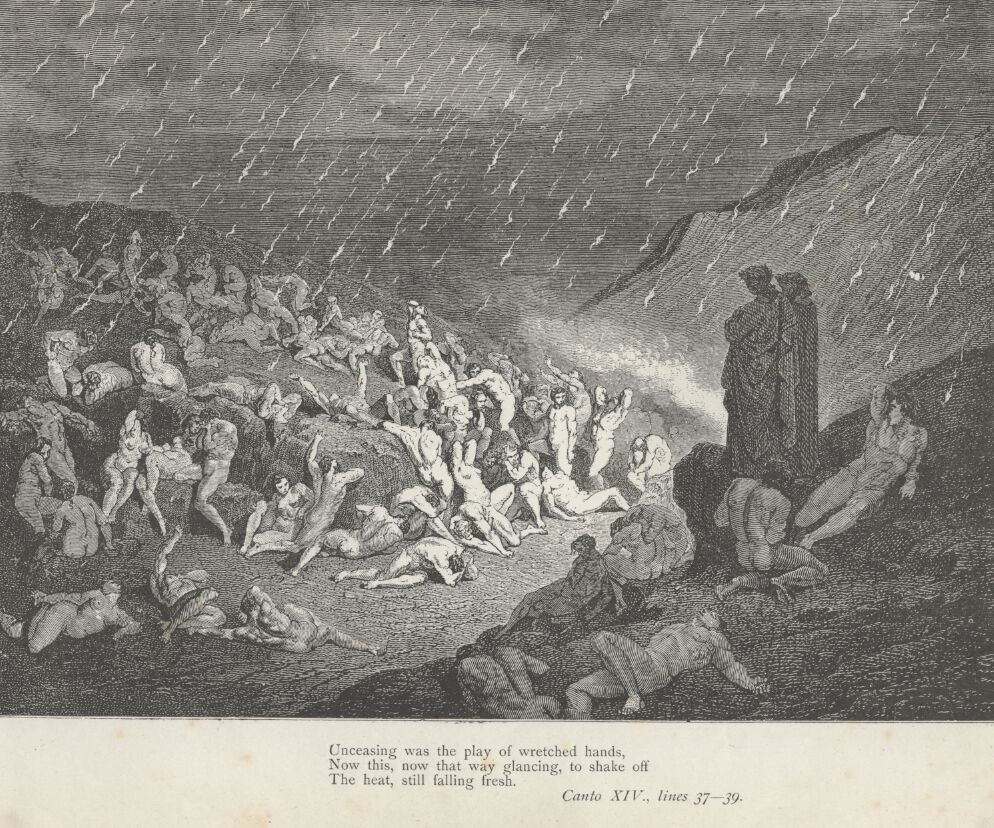
Gustave Doré: "L'horrible sorral" dels violents contra Déu i la natura

El cant catorzè de l'Infern de Dante Alighieri es desenvolupa en el tercer anell del Setè Cercle, on els pecadors són castigats sobre un "horrible sorral", de sorra ardent en què cauen flames constants a sobre dels condemnats. Aquí són castigats els violents contra Déu que jeuen estirats a terra (en supí), com Capaneu que a pesar de la situació a què està condemnat, segueix desafiant i insultant a Déu. Altres condemnats estan asseguts sobre la sorra, són els violents contra l'art natural, els usurers que aguanten així la pluja de foc. Després hi trobem els violents contra natura (sodomites), que són lliures de caminar per tot el sorral intentant evitar les flames. Virgili explica en aquest cant l'origen dels rius de l'Infern i la llegenda del Vell de Creta. Estem a l'alba del 9 d'abril de 1300 (Dissabte Sant) o segons d'altres comentaristes del 26 de març de 1300.

## Anàlisi del cant

### L'extensió de foc- versos 1-42.
El cant comença tornant a connectar amb la fi del cant XIII: Dante, commogut per les paraules del conciutadà anònim, suïcida, transformat en arbust i esquinçat per la lluita entre un malgastador i les gosses infernals que ha tingut lloc entre les seves branques. El pelegrí Dante diu que: "L'amor pel lloc natal em va commoure" i per això reuneix les branques trencades del arbust, com es refereix en el cant precedent, i les posa a la base de la planta "fioca", "quan ja emmudia", és a dir muda, o potser millor exhausta.

Dante i Virgili arriben a la frontera entre els dos anells (segon i tercer del setè cercle) en què veuen la terrible mà de la justícia que castiga els nous condemnats. Aquí hi ha un erm sense vegetació, al qual la selva dels suïcides "fa de garlanda", com a ella l'hi fa el fossat del Flegetont (Dante vol potser recordar el riu de sang bullent que han passat fa dos anells, perquè aviat en tornarà a parlar). 

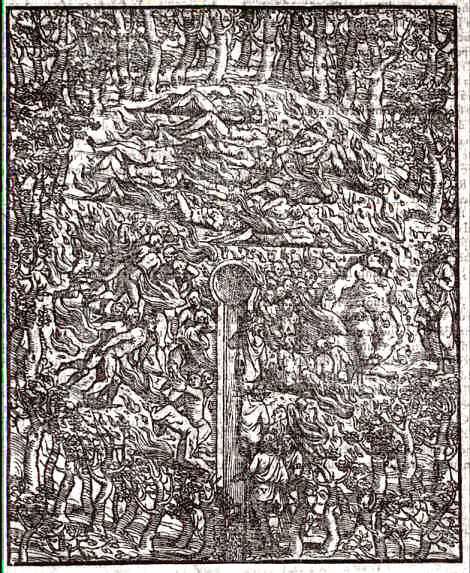
L'extensió de foc dels condemnats del 3r anell del VII cercle, Alessandro Vellutello (1534)

Aquí els poetes s'aturen a la vora de la sorra, similar a aquella que va trepitjar Cató d'Utica (història explicada per Lucà a La Farsàlia), i després d'una invocació a Déu, el poeta passa a descriure les ànimes castigades: estan nues (tots els condemnats estan nus, però de vegades Dante ho recorda només per subratllar la seva misèria) i són molt nombroses; totes ploren però no totes segueixen una mateixa llei. Algunes, de fet, jeuen d'esquena, les més turmentades; altres estan assegudes i altres encara, més nombroses, corren sense aturar-se mai. El conjunt està coronat per una pluja contínua de foc, espessa, com la neu caient sobre els Alps quan no hi ha vent, una imatge presa de la Bíblia (Gènesi XIX 24 i el Llibre d'Ezequiel 22 XXXVIII).
No existeix un contrapàs precís: només es pot dir que com la pluja de foc va destruir Sodoma, així turmenta els condemnats. D'altra banda un fet tan poc natural com la pluja de foc en lloc d'aigua és adequat per a aquells que van anar en contra de les lleis naturals. També podria ser una referència als versos del Salm 10 "Farà ploure sobre els impius/ brases, foc i sofre, / vent abrasador els assotarà en el seu destí ("toccherà loro in sorte")."
Dante no explica qui són aquests condemnats, però ho farà gradualment durant els propers tres cants: els estirats a terra són els violents contra Déu (blasfems), els que corren, són els violents contra la natura (sodomites) i els que estan asseguts són els violents contra la natura i l'art (usurers). De tant en tant en la presentació dels condemnats en els cants posteriors Dante no seguirà l'ordre dels pecats de menys a més greu, sinó que començarà amb els blasfems i acabarà amb els usurers.
Tornant a la pluja de foc, Dante fa una comparació culta, presa d'una carta d'Alexandre el Gran a Aristòtil: Dante compara la pluja contínua, a la que Alexandre va veure a l'Índia, després de la qual cosa va ordenar als seus soldats trepitjar el terra per apagar les flames, a fi que el foc s'extingís millor quan era petit i aïllat. En aquesta carta, els fets són una mica diferents i es parla de dues impressionants precipitacions: En primer lloc una gran nevada, que va fer necessari que els soldats aixafessin el terra (per endurir-lo), seguit per una pluja prodigiosa d'espurnes de foc, que havien d'ofegar amb la seva roba.

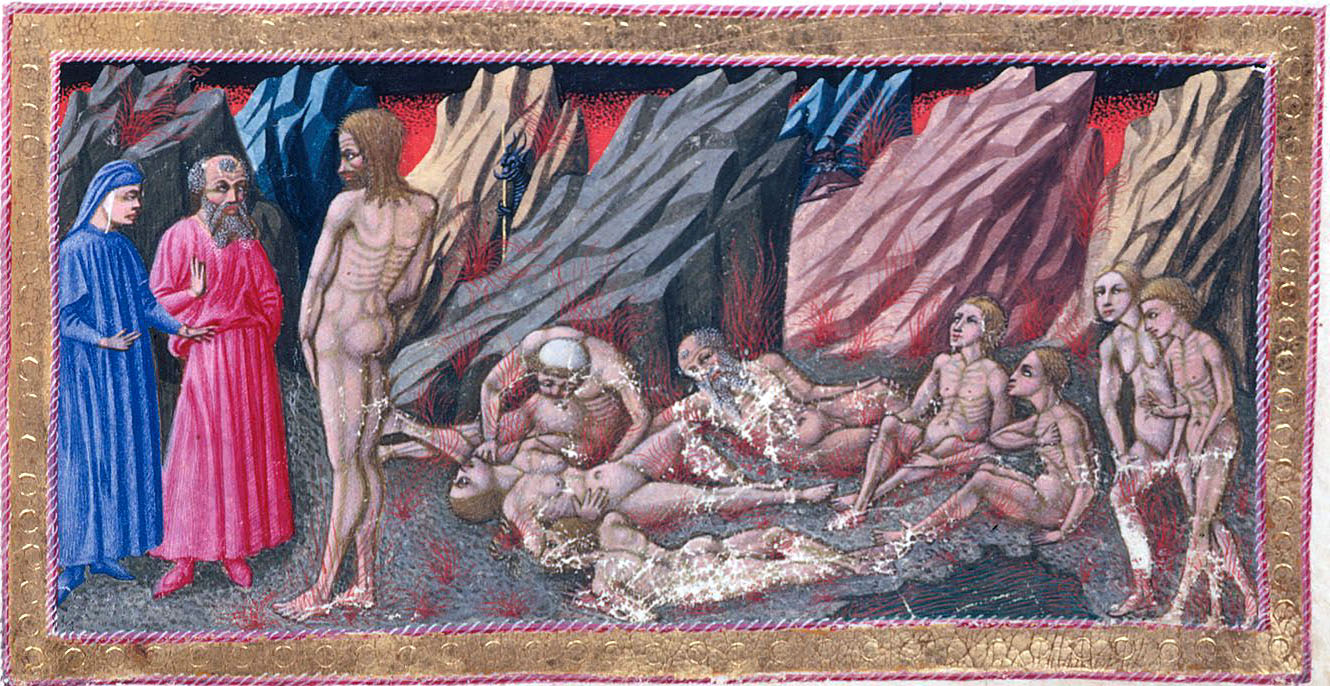
Priamo della Quercia: Capaneu

Dante és una mica confús i barreja les imatges, probablement pel fet que no havia llegit la carta directament, però l'havia trobat esmentada en els Meteors, d'Albert Magne, on es troba el mateix esquema que en la Comèdia. A l'Infern d'altra banda la sorra s'inflama fàcilment, com l'esca sota la pedra foguera ("espurna" en el sentit antic), i duplica el càstig dels condemnats, cremats des de dalt i des de baix. Finalment Dante és sorprès pel moviment imparable de les mans dels condemnats, que s'agiten per esquivar "la calor fresca", un oxímoron per indicar les noves flames, les cremades recents.

### Capaneu - vv. 43-72
Dante després s'adreça a Virgili i sense quedar clar perquè, sent la necessitat de recordar-li que ell sempre té èxit en tot, excepte davant dels diables a la porta del baix Infern. L'episodi del Cant VIII és potser reprès pel seu significat al·legòric, la raó (simbolitzada pel poeta llatí), no pot superar els pecats de malícia, sense l'ajut diví (de fet en el cant apareix el "missatger diví"). L'Alighieri pregunta a Virgili, qui és aquella gran figura (gran en l'aspecte físic o gran en coratge?), a qui sembla que no li importa el foc, està ajaguda i es manté desdenyosa i sorruda com si la pluja, no el martiritzés.

L'ús repetit de "pareix" ha fet pensar a alguns comentaristes que l'actitud de Capaneu fos una mena de farsa, inclús si Dante possiblement només ha volgut manifestar la seva sorpresa davant aquesta "gran" persona. Aquest home estirat, adonant-se que es parla d'ell, crida (paràfrasi):

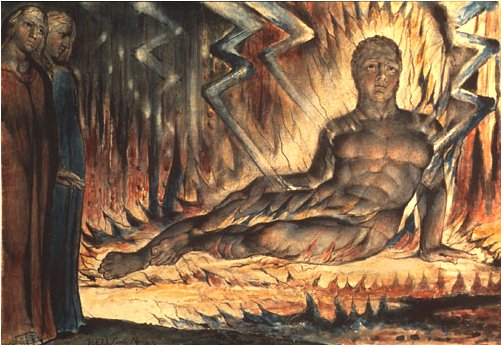
William Blake: Representació de Capaneu.

"Com vaig ser viu, igual sóc mort (un blasfem) Júpiter pot cansar tant com vulgui al seu ferrer, del qual va prendre el llamp que em va destruir; i pot cansar inclús a tots els cíclops que l'ajuden, torn per torn en la negra farga de l'Etna (aquí és utilitzat el nom antic, "Mongibello"), demanant - "Ajuda, ajuda, bon Vulcà!"-, com ho va fer a la batalla de Flegra (contra els gegants), assagetant-me com vulgui, amb totes les seves forces: que sobre mi no podrà obtenir venjança"(vv 51-61).
Aquest anatema cridat sense interrupció, és ple d'ira contra els déus, pecat pel qual ha estat castigat Capaneu (el seu nom es donarà a conèixer en el següent vers), un dels set reis que van assetjar Tebes i, que com conta Estaci en la Tebaida, després de la victòria es va alçar sobre els murs de la ciutat vençuda cridant blasfèmies contra déu fins que Zeus (Jupiter) el va fulminar amb un llamp. Ara, en el seu crit de venjança contra Déu, ell incita a Júpiter a llançar-li ara tots els llamps que vulgui, perquè res podrà doblegar el seu esperit rebel.
S'ha de senyalar, com aquí el déu pagà s'utilitza com a pantalla del veritable Déu, per la qual cosa les malediccions llançades contra ell, són castigades com si ho fossin contra el Déu cristià. Després de tot Dante mai podria portar al paper una maledicció real o imprecacions contra el Déu cristià. Virgili, després d'haver escoltat l'improperi, es torna furiós contra el condemnat (paràfrasi):
"Capaneu, el teu càstig està en la teva pròpia supèrbia implacable i en la teva ràbia contínua, que són adequades al teu pecat" (vv 63-66).
Es donaria a entendre, que Déu no el vol castigar obligant-lo a sotmetre's, ni procurant-li penes físiques, sinó que el seu càstig és realment la seva supèrbia eterna i la seva ràbia impotent, deguda a la repetició contínua del seu pecat. Virgili confirma això a Dante al qual es gira amb un posat més seré ("fent millor cara") i li explica la història dels set reis de Tebes i de com el menyspreu de Capaneu és un digne ornament del seu cor (malvat).
La blasfèmia per Dante doncs, exemplificada magistralment en l'episodi, no consisteix a dir improperis accidentalment, sinó en un menyspreu íntim de la divinitat i en la no acceptació de la seva superioritat. No té res a veure amb l'ateisme, perquè, qui llança un insult admet implícitament l'existència de l'insultat (i per una altra part dels ateus i els epicuris se'n parla en el Cant X).

### El rierol de sang - vv. 73-93
Virgili llavors insta a Dante que el segueixi, tenint cura de no tocar la sorra amb els peus, sinó a mantenir-se a la vora del bosc. Arriben així on flueix ("sorgeix fora del bosc") un "riu petit, tan roig de sang", que horroritza Dante en fer-li recordar els condemnats en el Flegetont que ha vist i descrit en el cant XII. Es tracta de fet del mateix riu, com explicarà Virgili a continuació. Dante el compara al Bulicame, una font termal (d'aigua calenta) que es troba prop de Viterbo, les aigües de la qual es divideixen en canals a les llars de les dones locals.

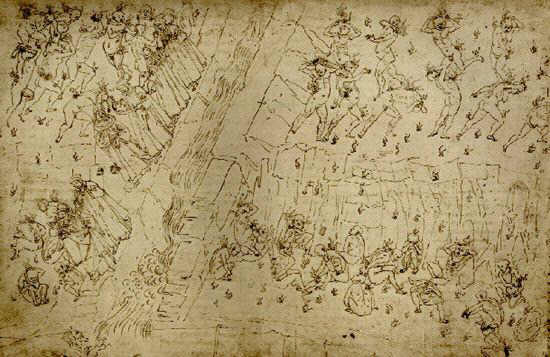
Infern cant XIV, el rierol de sang dibuixat per Sandro Botticelli

Hi ha dues opinions, sobre aquestes dones: la més difosa és la de les pecadores ("peccatrici"), és a dir prostitutes, però alguns comentaristes afirmen que voldria dir "pectatrici" referint-se a les "pentinadores" les treballadores que participen en el pentinat de la llana. Uns versos abans, la paraula "bulicame" havia estat utilitzada com a substantiu genèric, donant-se a entendre el riu bullent.
De manera similar el rierol canalitzat en el qual Dante nota la presència de murs de contenció de pedra (seran descrits amb dues comparacions en el proper cant), i Virgili li fa notar com és d'admirable que les flames s'apaguin quan entren en contacte amb els vapors del riu. Dante però sembla no comprendre-ho (no entén que es tracta d'una corrent que procedeix del Flegetont o no entén el que és tan sorprenent com per merèixer l'observació de Virgili que li diu: que res del que ha vist fins ara no és tan singular com aquest rierol). El "guia" comença llavors una llarga explicació al·legòrica sobre l'anomenat "Vell de Creta".

### El Vell de Creta - vv. 94-120
L'al·legoria del "Vell de Creta" és una de les més complexes del poema. La seva ubicació en el cant és per explicar l'origen dels rius infernals. En primer lloc Virgili comença a descriure l'illa de Creta:

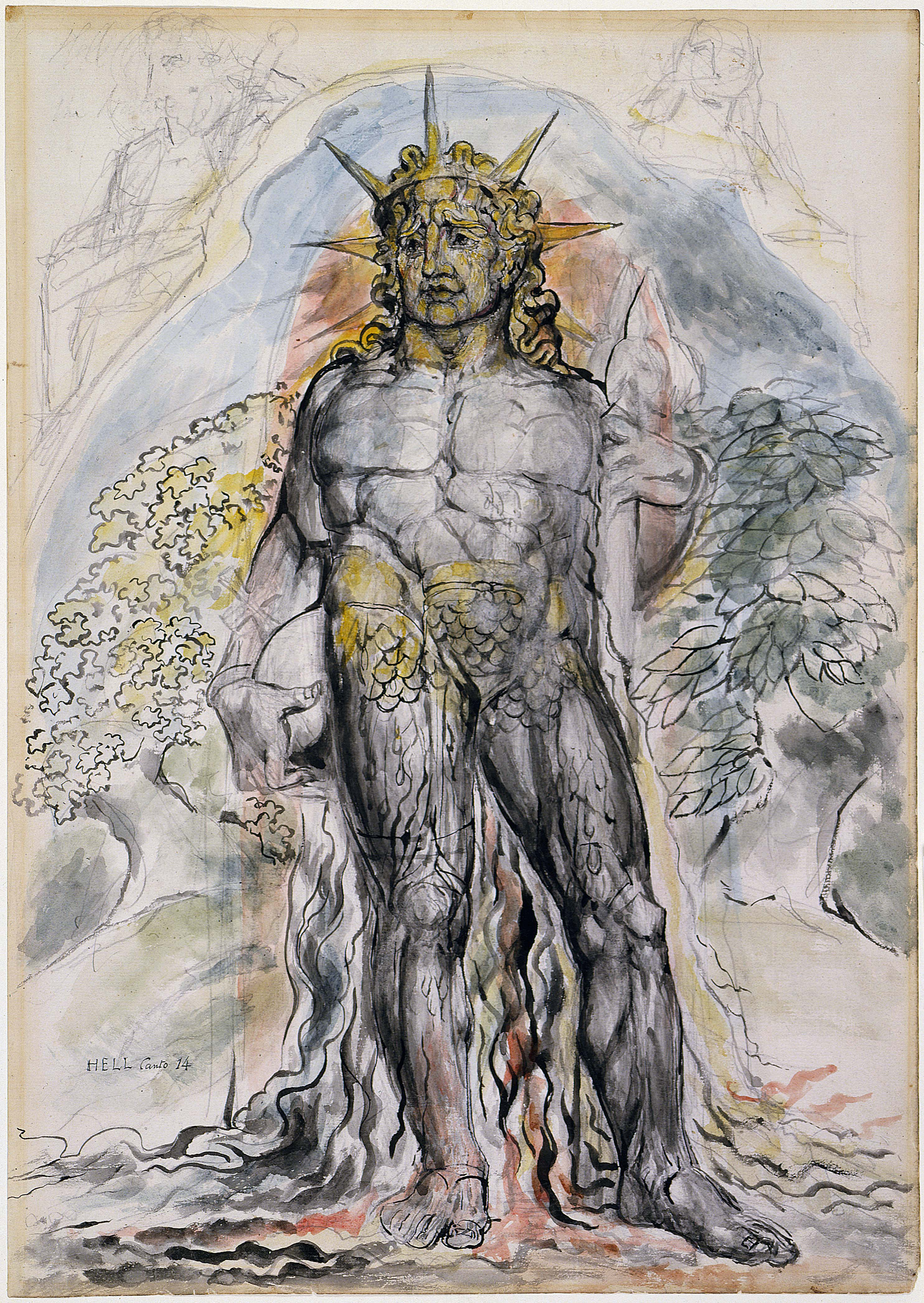
William Blake: Imatge del Gran Vell, la figura simbòlica descrita per Virgili que representa el curs de la història humana.

"«Al mig del mar hi ha un país devastat»
digué llavors, «que s'anomena Creta:
sota el seu rei, el món era innocent.
Hi ha una muntanya, en altre temps alegre
d'aigües i de verdor, que en diuen Ida;
ara és deserta, com ruïna vella»".
Paràfrasi:
"«Al mig del mar hi ha un regne en ruïna»
digué ell (Virgili), «que es diu Creta:
sota el primer rei mític (Saturn) va tenir lloc, l'edat d'or.
Allí, hi ha una muntanya, que va ser rica
en aigua i vegetació, que s'anomena Ida
i que ara està deserta com una cosa vella.»"
Creta va ser el lloc del mític naixement de Zeus, com Virgili recorda en el següent tercet: la deessa Rea o Cibeles, la va triar com a bressol segur per al seu fill i per ocultar-lo millor a Cronos, el pare, que a causa d'una profecia que deia que seria destronat per un fill seu havia decidit menjar-se tota la seva descendència. Rea va demanar als coribants, els seus devots, que encobrissin els plors del nen amb els seus crits.
Dins d'aquesta muntanya, continua el poeta llatí, hi ha una estàtua colossal que representa un "gran Vell" dempeus, que gira l'esquena a Damiata (Egipte), i "mira Roma com el seu espill" A partir d'aquests primers elements entenem el perquè de l'elecció de Creta com a lloc simbòlic: era considerada pàtria de la civilització i lloc d'origen del diví; es trobava a mig camí entre Orient, seu de les primeres civilitzacions, i Roma, centre del món llatí actual, segons Dante. Segueix a continuació una descripció del "Vell" continguda en Daniel II, 31-33, presa bastant fidelment del passatge bíblic que parla del somni de Nabucodonosor.

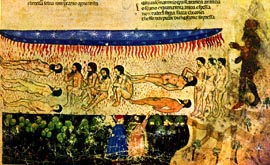
Els violents contra natura, Dante i Virgili, en la part de sota de la imatge, en el bosc, assenyalen el Vell de Creta a la dreta (manuscrit del Anonimo veneto, fi del)

Aquest esser té el cap d'or fi, els braços i el pit d'argent, el tors fins a l'engonal ("forcata" entesa aquí com la bifurcació de les cames) de coure. Les cames són de ferro, inclòs el peu esquerre, mentre que el dret és de terra cuita i és sobre aquest peu més fràgil que es recolza més. Per tot arreu, excepte per la part que és d'or, s'obren esquerdes que degoten llàgrimes, que després s'ajunten i surten de la gruta en forma de riu. Aquest riu cau de roca en roca "llàgrimes que, fent bassals, van foradant la roca" i arriba a aquesta vall on forma l'Aqueront, la Estix i el Flegetont; després baixen encara més i conflueixen en el Cocit, on no es pot baixar més (Dante imagina allí el centre de la terra). Virgili conclou dient que més endavant veurà aquell estany, però no en vol parlar ara.
A diferència d'en el Llibre de Daniel, aquí els peus de l'estàtua estan diferenciats, mentre que en la Bíblia són una barreja de pedra i ferro, que colpejats per una pedra se separen, es trenquen i fan caure l'estàtua sencera. En la descripció bíblica no hi ha rastre de les esquerdes que deixen gotejar el plany continuat. L'explicació d'aquest complex sistema de símbols es deriva de la tradició bíblica: les diverses parts del "Vell" representarien les edats de la civilització. A partir d'una edat d'or, on no hi ha flux de llàgrimes, és a dir, una època sense pecat (sense pecadors que plorin), es passa cap a edats cada cop menys virtuoses i més fràgils, fins a arribar als dos peus que representarien el període contemporani de Dante. La seva divisió seria la típica del món dantesc entre el poder papal i l'imperial: L'imperi seria el peu de ferro, encara fort però poc present, perquè ara es recolzava més en l'altre peu, el del papat, que és més feble perquè és d'argila, però més potent. El Vell, corromput per innombrables fractures s'emmirallaria a Roma, també dominada per la corrupció.
Segons una altra interpretació més "filosòfica", lligada a l'Ètica d'Aristòtil; el Vell representaria la decadència de l'ànima de cada ésser humà, amb el cap d'or que simbolitzaria el lliure albir i amb les altres seccions més o menys deteriorades pel pecat, que serien les diverses facultats psíquiques. Les llàgrimes també tindrien una funció iniciàtica perquè amb la seva evaporació extingirien les flames del desert ardent permetent el pas del pelegrí Dante. En definitiva doncs les llàgrimes del Vell serien com una al·legoria del pecat, que neix dels homes i després els castiga a través dels rius infernals.

### Els rius de l'infern - vv. 121-142
Dante necessita alguna altra explicació i li pregunta a Virgili per què, si aquest riu prové del món dels vius, com és que no se'l troben fins ara, i el poeta llatí respon que fins llavors ells han baixat sempre en direcció cap a l'esquerra, però encara no han fet una volta completa. Llavors Dante demana on són el Flegetont i el Leteu, no esmentats abans, i el mestre li respon que l'aigua bullent del riu vermell ja seria la resposta a la primera pregunta; mentre que pel que fa al Leteu, Dante el veurà, sí, però fora de l'infern perquè és el lloc on: "les ànimes es renten / quan el penediment lleva la culpa", és a dir, en el Purgatori (cfr. Purgatori XXVIII).
Llavors Virgili abreuja i incita a Dante a allunyar-se del bosc de manera que el segueixi pels marges del corrent, que són el camí, i on el foc no fereix, ja que sobre el corrent les flames ("vapor") s'apaguen.

## Recitat Cant Catorzè
- En prosa i imatges : https://www.youtube.com/watch?v=MmXdOxtzQTc&spfreload=10
- En vers i imatges: https://www.youtube.com/watch?v=1JXeq1_6TbQ
- Vittorio Gassman: https://www.youtube.com/watch?v=fYfnHvQUF-Q
- La Divina Commedia. Inferno, canto XIV. Lectura i comentari de Vittorio Sermonti: https://www.youtube.com/watch?v=MQf7Ql3qiFk
- Paràfrasi i imatges animades: https://www.youtube.com/watch?v=ik5WnAf-jF0